# Apocalypse Peaks
Apocalypse Peaks är en bergstopp i Antarktis. Den ligger i Östantarktis. Nya Zeeland gör anspråk på området. Toppen på Apocalypse Peaks är 2 360 meter över havet.
Terrängen runt Apocalypse Peaks är bergig åt nordost, men åt sydväst är den kuperad. Trakten är obefolkad. Det finns inga samhällen i närheten. 